# Sant Amanç (Aude)
Sent Amanç (en francès Saint-Amans) és un municipi francès situat al departament de l'Aude i a la regió d'Occitània.